# St. Urbaner See
Der St. Urbaner See ist ein künstlich angelegter kleiner See nordöstlich von Feldkirchen in Kärnten. Er liegt in einem Seitental der Glan in den Sörger Bergen. Er ist Teil des gleichnamigen Landschaftsschutzgebietes.
Trotz seiner Höhenlage ist der See im Sommer warm und daher ein beliebtes Badegewässer. 2009 wurde der See als mesotroph eingestuft, der hygienische Zustand als sehr gut.

## Geographie
Der See liegt in einer Seehöhe von 745 m ü. A. und umfasst eine Fläche von etwa neun Hektar. Er wurde künstlich aufgestaut durch Errichtung eines rund 200 m langen Dammes an der Ostseite des jetzigen Sees. Im Dammbereich hat er auch seine größte Tiefe von rund drei Metern. Im Westen wird der See immer seichter. Er geht hier in sumpfiges Gelände über, in dem zwei kleine Seen liegen, die eine Fläche von rund einem und einem halben Hektar haben. In diesem Bereich liegt auch der kleine Zufluss, der vor der Mündung in den St. Urbaner See die beiden Seen durchfließt.

## Ökologie
Der See ist zu einem guten Teil von Unterwasser- und Schwimmblattpflanzen sowie Röhricht bewachsen. Dominante Arten sind Tausendblatt und Schwimmendes Laichkraut. Im Verlandungsbereich kommen Teichbinsen, Seggenarten, Schild- und Fieberklee vor. Im ufernahen Wasser wachsen Wasserschlauch-Arten, Nixenkraut und an einigen Stellen Armleuchteralgen. Die landeinwärts gelegenen Flachmoorbereiche weisen als Besonderheiten den Lungen-Enzian und den Zungen-Hahnenfuß auf.
Der See wird regelmäßig abgelassen, was zu einer Dezimierung des Fischbestandes und anschließenden Erholung führt. In der Vergangenheit dominierten Barsche, Rotaugen und Rotfedern. Am Ende des Winters 1996 kam es bedingt durch die lange Eisbedeckung und die anschließende Sauerstoffzehrung zu einem Fischsterben, dem rund 1400 kg Biomasse zum Opfer fiel sowie rund 400 Edelkrebse (Astacus astacus). Nach dem folgenden Besatz mit 100 kg Hechten kam es durch das Fehlen von Futterfischen zu einer Fleckenseuche und dem Absterben des halben Bestandes.

## Landschaftsschutzgebiet
Der St. Urbaner See wurde 1970 mit den im Norden liegenden Kulturflächen und dem St. Urbaner Berg zum Landschaftsschutzgebiet St. Urbaner See erklärt (LGBl. Nr. 31/1970), das ganze Gebiet umfasst 140 Hektar.

## Belege
- Helmut Hartl, Hans Sampl, Ralf Unkart: Kleinode Kärntens. Nationalparks, Naturschutzgebiete, Landschaftsschutzgebiete, Naturdenkmale. Kärntner Druck- und Verlagsgesellschaft, Klagenfurt 1993, ISBN 3-85391-092-0, S. 110.